# Nissan Armada
O Armada é um utilitário esportivo de porte grande da Nissan, desenvolvido especialmente para o mercado norte-americano com base na Nissan Titan.

## Galeria
- Primeira geração (2003-15)
- Segunda geração (2015-presente)